# Großer Preis von China 2024
Der Große Preis von China 2024 (offiziell Formula 1 Lenovo Chinese Grand Prix 2024) fand am 21. April auf dem Shanghai International Circuit in Shanghai statt und war das fünfte Rennen der Formel-1-Weltmeisterschaft 2024.

## Bericht

### Hintergründe
Nach dem Großen Preis von Japan führte Max Verstappen in der Fahrerwertung mit 13 Punkten vor Sergio Pérez und mit 18 Punkten vor Charles Leclerc. In der Konstrukteurswertung führte Red Bull mit 21 Punkten vor Ferrari und mit 72 Punkten vor McLaren-Mercedes.
Beim Großen Preis von China stellte Pirelli den Fahrern die Reifenmischungen C2 (weiß), C3 (gelb) und C4 (rot) sowie für nasse Bedingungen Cinturato Intermediates (grün) und Cinturato Full-Wets (blau) zur Verfügung.
Der Große Preis von China fand erstmals seit 2019 wieder statt, nachdem dieser zwischen 2020 und 2023 aufgrund der COVID-19-Pandemie nicht ausgetragen werden konnte.
Im Rahmen des Wochenendes fand der erste Sprint der Saison statt.
Pérez (acht), Logan Sargeant (sechs), Lance Stroll (fünf), Lewis Hamilton, George Russell (jeweils vier), Yuki Tsunoda, Nico Hülkenberg, Kevin Magnussen, Fernando Alonso (jeweils drei), Verstappen, Valtteri Bottas und Zhou Guanyu (jeweils zwei) gingen mit Strafpunkten ins Rennwochenende.
Mit Hamilton (sechsmal), Alonso (zweimal) und Daniel Ricciardo (einmal) traten drei ehemalige Sieger zu diesem Grand Prix an.
Als Rennkommissare für dieses Rennwochenende fungierten Nish Shetty (SGP), Loïc Bacquelaine (BEL), Vitantonio Liuzzi (ITA) und Zheng Honghai (CHN).

### Training
Im ersten und einzigen freien Training war Stroll mit einer Zeit von 1:36,302 Minuten Schnellster vor Piastri und Verstappen.

### Sprint-Qualifying
Das Sprint-Qualifying bestand aus drei Teilen mit einer Nettolaufzeit von 30 Minuten. Im ersten Qualifying-Segment (SQ1) hatten die Fahrer zwölf Minuten Zeit, um sich für den Sprint zu qualifizieren. Alle Fahrer, die im ersten Abschnitt eine Zeit erzielten, die maximal 107 Prozent der schnellsten Rundenzeit betrug, qualifizierten sich für den Sprint. Die besten 15 Fahrer erreichten den nächsten Qualifikationsabschnitt. Pérez war Schnellster. Beide Alpine-, beide Williams-Fahrer und Tsunoda schieden aus.
Der zweite Abschnitt (SQ2) dauerte zehn Minuten. Die schnellsten zehn Piloten qualifizierten sich für den dritten Teil des Qualifyings. Verstappen war Schnellster. Russell, beide Haas-Fahrer, Ricciardo und Stroll schieden aus.
Der letzte Abschnitt (SQ3) ging über eine Zeit von acht Minuten, in denen die ersten zehn Startpositionen vergeben wurden. Norris erzielte mit einer Zeit von 1:57,940 Minuten die Bestzeit vor Hamilton und Alonso. Eigentlich waren Norris’ Zeiten zweimal aufgrund des Verstoßes gegen Tracklimits ungültig, aber seine Pole-Runde wurde wieder eingesetzt. Für Norris war es die zweite Pole-Position an einem Sprint seiner Formel-1-Karriere.

### Sprint
Norris verlor die Führung nach dem Start nach einem Duell mit Hamilton. Er rutschte bis auf Platz 7 zurück. Daraufhin übernahm Hamilton die Führung des Sprints, ehe er in Runde 9 die Führung an Verstappen verlor, der danach bis am Ende des 19 Runden langen Sprints vor Hamilton und Pérez gewann. Weitere Fahrer, die im Sprint punkteten, waren Leclerc, Sainz jr., Norris, Piastri und Russell. Alonso erhielt eine Zehn-Sekunden-Zeitstrafe, da er eine Kollision mit Sainz jr. ausgelöst hatte. Trotzdem machte diese Strafe keinen Unterschied, da er bereits als Letzter klassifiziert wurde. Weiterhin wurde Alonso für das Rennen klassifiziert, da er mehr als 90 % der Renndistanz des Sprints hinterlegt hatte.

### Qualifying
Das Qualifying bestand aus drei Teilen mit einer Nettolaufzeit von 45 Minuten. Im ersten Qualifying-Segment (Q1) hatten die Fahrer 18 Minuten Zeit, um sich für das Rennen zu qualifizieren. Alle Fahrer, die im ersten Abschnitt eine Zeit erzielten, die maximal 107 Prozent der schnellsten Rundenzeit betrug, qualifizierten sich für das Rennen. Die besten 15 Fahrer erreichten den nächsten Qualifikationsabschnitt. Verstappen war Schnellster. Zhou, Magnussen, Hamilton, Tsunoda und Sargeant schieden aus.
Der zweite Abschnitt (Q2) dauerte 15 Minuten. Die schnellsten zehn Piloten qualifizierten sich für den dritten Teil des Qualifyings. Verstappen war erneut Schnellster. Stroll, Ricciardo, beide Alpine-Fahrer und Albon schieden aus.
Der letzte Abschnitt (Q3) ging über eine Zeit von zwölf Minuten, in denen die ersten zehn Startpositionen vergeben wurden. Verstappen erzielte mit einer Zeit von 1:33,660 Minuten die Bestzeit vor seinem Red-Bull-Teamkollegen Pérez und Alonso. Für Verstappen war es die 37. Pole-Position an einem Rennen seiner Formel-1-Karriere. Zudem war es die 100. Pole-Position von Red Bull Racing seit ihrer Teilnahme an der Formel 1.

### Rennen
Sargeant musste aus der Boxengasse starten, da an seinem Chassis unter Parc-fermé-Bedingungen gearbeitet wurde.
Als das Rennen begann, setzte Alonso seinen Aston Martin vor Pérez und rutschte auf den zweiten Platz hinter Verstappen vor, der anschließend einen großen Vorsprung herausfahren konnte. Pérez erlangte die Position bald zurück, als ein kurzer Kontakt zwischen Hülkenberg und Alonsos Aston-Martin-Teamkollegen Stroll von den Rennkommissaren untersucht wurde. Ein ähnlicher Fall zwischen Albon und Gasly wurde ebenfalls untersucht.
In Runde 9 begannen die Fahrer ihre ersten routinemäßigen Boxenstopps. Gasly löste sich jedoch früher als erwartet von seiner Box, bevor alle vier Reifen montiert waren, was dazu führte, dass ein Ingenieur umfiel. Obwohl keine größeren Verletzungen gemeldet wurden, wurde Alpine nach dem Rennen wegen der unsicheren Vorgehensweise mit einer Geldstrafe von 10.000 € belegt. Während Verstappen seinen Stopp einlegte, blieb Norris draußen, sodass er kurzzeitig die Führung des Rennens übernehmen konnte. Bald darauf kam der Sauber von Bottas zum Stehen. Als Bottas in Kurve 11 einbog, ging sein Motor aus. Die Streckenposten hatten Mühe, das Auto zu bewegen, da es den Anschein hatte, dass der Gang eingelegt war. Die Bergung des Fahrzeuges verursachte daher eine virtuelle Safety-Car-Phase. In dieser Zeit entschieden sich zahlreiche Fahrer, die ihren Boxenstopp noch nicht absolviert hatten, für einen Reifenwechsel. Während dieser Zeit entschieden sich weitere Fahrer, die bereits an der Box waren, noch einmal zu boxen, wobei insbesondere Zhou einen langsamen Stopp erlitt.
Das Safety-Car wurde dann in Runde 26 ausgerufen, nachdem die Bergung länger dauerte, als gedacht. Während des Restarts blieb Alonso in Kurve 14 stehen, was zu einem Ziehharmonika-Effekt führte, der in zwei Zwischenfällen mit beiden RBs gipfelte: Tsunoda wurde in Kurve 6 von Magnussen und Ricciardo ins Trudeln gebracht und Ricciardo wurde wiederum von Stroll getroffen. Ricciardo, dessen Auto durch den Aufprall nach oben geschleudert wurde, wurde dann in den McLaren von Piastri gestoßen; Beide Fahrer erlitten schwere Schäden an ihren Diffusoren, insbesondere Ricciardo musste wenige Runden später aufgeben. Tsunoda erlitt einen erheblichen Schaden hinten rechts und schied sofort aus. Auch hier hatten die Streckenposten ebenfalls Schwierigkeiten, das Auto zu bewegen. Piastri fuhr weiter, allerdings mit reduzierter Leistung. Stroll erhielt von den Sportkommissaren eine Zehn-Sekunden-Zeitstrafe und zwei Strafpunkte für das Verursachen einer Kollision. In einem Interview nach dem Rennen gab Ricciardo, der die Chance hatte, seine ersten Punkte der Saison zu sammeln, zu erkennen, dass er mit dem Unfall unzufrieden sei und kritisierte Strolls mangelnde Verantwortung für den Vorfall. Die Stewards untersuchten einen Safety-Car-Verstoß zwischen Sargeant und Hülkenberg und bestraften ersteren mit einer Zehn-Sekunden-Zeitstrafe.
Die beiden Vorfälle führten zu einer zweiten Safety-Car-Phase, in der sich die Fahrer erneut für einen Reifenwechsel entschieden. Alonso zog die weichen Reifen den harten vor, so dass er später noch einmal anhalten musste, um auf mittlere Reifen zu wechseln. Ricciardo überholte Hülkenberg in dieser Safety-Car-Phase und die Stewards verhängten daher gegen den Australier, der zwischenzeitlich bereits ausgeschieden war, beim folgenden Grand Prix von Miami eine Strafe von zehn Sekunden, die sich in einer Rückversetzung um drei Plätze in der Startaufstellung niederschlug, da er die Strafe nicht absitzen konnte. Die Safety-Car-Phase endete in Runde 31, wobei Verstappen das Rennen vor Norris und Leclerc anführte.
Stroll und Magnussen, die beide zehn Sekunden Strafe erhielten, lieferten sich einen kurzen Kampf um den 16. Platz. Stroll gewann das Duell, nachdem er Magnussen in den ersten beiden Kurven überholt hatte. Unterdessen kämpften Zhou und Gasly gegen Sargeant, wobei Gasly mit Sargeants Verteidigung unzufrieden war. Zhou überholte Magnussen und belegte bei seinem ersten Heimrennen den 14. Platz.
Verstappen gewann schließlich das Rennen vor Norris und Pérez. Die restlichen Punkteplatzierungen belegten Leclerc, Sainz jr., Russell, Alonso, der noch die schnellste Runde erzielte und sich so den Extrapunkt sicherte, Piastri, Hamilton und Hülkenberg. Für Verstappen war es der 58. Sieg in der Formel-1-Weltmeisterschaft.
Sowohl in der Fahrer- als auch in der Konstrukteurswertung blieben die ersten drei Positionen unverändert.

## Meldeliste
| Team                          | Nr. | Fahrer           | Chassis                           | Motor      | Reifen |
| ----------------------------- | --- | ---------------- | --------------------------------- | ---------- | ------ |
| Oracle Red Bull Racing        | 01  | Max Verstappen   | Red Bull Racing RB20              | Honda RBPT | P      |
| Oracle Red Bull Racing        | 11  | Sergio Pérez     | Red Bull Racing RB20              | Honda RBPT | P      |
| Mercedes-AMG Petronas F1 Team | 63  | George Russell   | Mercedes-AMG F1 W15 E Performance | Mercedes   | P      |
| Mercedes-AMG Petronas F1 Team | 44  | Lewis Hamilton   | Mercedes-AMG F1 W15 E Performance | Mercedes   | P      |
| Scuderia Ferrari              | 16  | Charles Leclerc  | Ferrari SF-24                     | Ferrari    | P      |
| Scuderia Ferrari              | 55  | Carlos Sainz jr. | Ferrari SF-24                     | Ferrari    | P      |
| McLaren F1 Team               | 81  | Oscar Piastri    | McLaren MCL38                     | Mercedes   | P      |
| McLaren F1 Team               | 04  | Lando Norris     | McLaren MCL38                     | Mercedes   | P      |
| Aston Martin Aramco F1 Team   | 18  | Lance Stroll     | Aston Martin AMR24                | Mercedes   | P      |
| Aston Martin Aramco F1 Team   | 14  | Fernando Alonso  | Aston Martin AMR24                | Mercedes   | P      |
| BWT Alpine F1 Team            | 31  | Esteban Ocon     | Alpine A524                       | Renault    | P      |
| BWT Alpine F1 Team            | 10  | Pierre Gasly     | Alpine A524                       | Renault    | P      |
| Williams Racing               | 23  | Alexander Albon  | Williams FW46                     | Mercedes   | P      |
| Williams Racing               | 02  | Logan Sargeant   | Williams FW46                     | Mercedes   | P      |
| Visa Cash App RB F1 Team      | 03  | Daniel Ricciardo | RB VCARB 01                       | Honda RBPT | P      |
| Visa Cash App RB F1 Team      | 22  | Yuki Tsunoda     | RB VCARB 01                       | Honda RBPT | P      |
| Stake F1 Team Kick Sauber     | 77  | Valtteri Bottas  | KICK Sauber C44                   | Ferrari    | P      |
| Stake F1 Team Kick Sauber     | 24  | Zhou Guanyu      | KICK Sauber C44                   | Ferrari    | P      |
| MoneyGram Haas F1 Team        | 20  | Kevin Magnussen  | Haas VF-24                        | Ferrari    | P      |
| MoneyGram Haas F1 Team        | 27  | Nico Hülkenberg  | Haas VF-24                        | Ferrari    | P      |

## Klassifikationen

### Sprint-Qualifying
| Pos.                                                                       | Fahrer           | Konstrukteur                 | SQ1      | SQ2      | SQ3      | Start |
| -------------------------------------------------------------------------- | ---------------- | ---------------------------- | -------- | -------- | -------- | ----- |
| 01                                                                         | Lando Norris     | McLaren-Mercedes             | 1:36,384 | 1:36,047 | 1:57,940 | 01    |
| 02                                                                         | Lewis Hamilton   | Mercedes                     | 1:37,181 | 1:36,287 | 1:59,201 | 02    |
| 03                                                                         | Fernando Alonso  | Aston Martin Aramco-Mercedes | 1:36,883 | 1:36,119 | 1:59,915 | 03    |
| 04                                                                         | Max Verstappen   | Red Bull Racing-Honda RBPT   | 1:36,456 | 1:35,606 | 2:00,028 | 04    |
| 05                                                                         | Carlos Sainz jr. | Ferrari                      | 1:36,719 | 1:36,052 | 2:00,214 | 05    |
| 06                                                                         | Sergio Pérez     | Red Bull Racing-Honda RBPT   | 1:36,110 | 1:35,781 | 2:00,375 | 06    |
| 07                                                                         | Charles Leclerc  | Ferrari                      | 1:36,537 | 1:35,711 | 2:00,566 | 07    |
| 08                                                                         | Oscar Piastri    | McLaren-Mercedes             | 1:36,542 | 1:35,853 | 2:00,990 | 08    |
| 09                                                                         | Valtteri Bottas  | Kick Sauber-Ferrari          | 1:37,112 | 1:36,056 | 2:01,044 | 09    |
| 10                                                                         | Zhou Guanyu      | Kick Sauber-Ferrari          | 1:37,544 | 1:36,307 | 2:03,537 | 10    |
| 11                                                                         | George Russell   | Mercedes                     | 1:37,310 | 1:36,345 | –        | 11    |
| 12                                                                         | Kevin Magnussen  | Haas-Ferrari                 | 1:37,033 | 1:36,473 | –        | 12    |
| 13                                                                         | Nico Hülkenberg  | Haas-Ferrari                 | 1:36,924 | 1:36,478 | –        | 13    |
| 14                                                                         | Daniel Ricciardo | RB-Honda RBPT                | 1:37,321 | 1:36,553 | –        | 14    |
| 15                                                                         | Lance Stroll     | Aston Martin Aramco-Mercedes | 1:36,961 | 1:36,677 | –        | 15    |
| 16                                                                         | Pierre Gasly     | Alpine-Renault               | 1:37,632 | –        | –        | 16    |
| 17                                                                         | Esteban Ocon     | Alpine-Renault               | 1:37,720 | –        | –        | 17    |
| 18                                                                         | Alexander Albon  | Williams-Mercedes            | 1:37,812 | –        | –        | 18    |
| 19                                                                         | Yuki Tsunoda     | RB-Honda RBPT                | 1:37,892 | –        | –        | 19    |
| 20                                                                         | Logan Sargeant   | Williams-Mercedes            | 1:37,923 | –        | –        | 20    |
| 107-Prozent-Zeit: 1:42,837 min (bezogen auf SQ1-Bestzeit von 1:36,110 min) |                  |                              |          |          |          |       |

### Sprint
| Pos. | Fahrer           | Konstrukteur                 | Runden | Stopps | Zeit      | Start |
| ---- | ---------------- | ---------------------------- | ------ | ------ | --------- | ----- |
| 01   | Max Verstappen   | Red Bull Racing-Honda RBPT   | 19     | 0      | 32:04,660 | 04    |
| 02   | Lewis Hamilton   | Mercedes                     | 19     | 0      | + 13,043  | 02    |
| 03   | Sergio Pérez     | Red Bull Racing-Honda RBPT   | 19     | 0      | + 15,258  | 06    |
| 04   | Charles Leclerc  | Ferrari                      | 19     | 0      | + 17,486  | 07    |
| 05   | Carlos Sainz jr. | Ferrari                      | 19     | 0      | + 20,696  | 05    |
| 06   | Lando Norris     | McLaren-Mercedes             | 19     | 0      | + 22,088  | 01    |
| 07   | Oscar Piastri    | McLaren-Mercedes             | 19     | 0      | + 24,713  | 08    |
| 08   | George Russell   | Mercedes                     | 19     | 0      | + 25,696  | 11    |
| 09   | Zhou Guanyu      | Kick Sauber-Ferrari          | 19     | 0      | + 31,951  | 10    |
| 10   | Kevin Magnussen  | Haas-Ferrari                 | 19     | 0      | + 37,398  | 12    |
| 11   | Daniel Ricciardo | RB-Honda RBPT                | 19     | 0      | + 37,840  | 14    |
| 12   | Valtteri Bottas  | Kick Sauber-Ferrari          | 19     | 0      | + 38,295  | 09    |
| 13   | Esteban Ocon     | Alpine-Renault               | 19     | 0      | + 39,841  | 17    |
| 14   | Lance Stroll     | Aston Martin Aramco-Mercedes | 19     | 0      | + 40,299  | 15    |
| 15   | Pierre Gasly     | Alpine-Renault               | 19     | 0      | + 40,838  | 16    |
| 16   | Yuki Tsunoda     | RB-Honda RBPT                | 19     | 0      | + 41,870  | 19    |
| 17   | Alexander Albon  | Williams-Mercedes            | 19     | 0      | + 42,998  | 18    |
| 18   | Logan Sargeant   | Williams-Mercedes            | 19     | 0      | + 46,352  | 20    |
| 19   | Nico Hülkenberg  | Haas-Ferrari                 | 19     | 0      | + 49,630  | 13    |
| 20   | Fernando Alonso  | Aston Martin Aramco-Mercedes | 17     | 0      | DNF       | 03    |

Anmerkung
1. ↑  Alonso erhielt eine Zehn-Sekunden-Zeitstrafe, da er eine Kollision mit Sainz jr. ausgelöst hatte. Diese Strafe änderte allerdings nichts an seiner Platzierung, da er bereits als Letzter klassifiziert wurde.

### Qualifying
| Pos.                                                                      | Fahrer           | Konstrukteur                 | Q1       | Q2       | Q3       | Start |
| ------------------------------------------------------------------------- | ---------------- | ---------------------------- | -------- | -------- | -------- | ----- |
| 01                                                                        | Max Verstappen   | Red Bull Racing-Honda RBPT   | 1:34,742 | 1:33,794 | 1:33,660 | 01    |
| 02                                                                        | Sergio Pérez     | Red Bull Racing-Honda RBPT   | 1:35,457 | 1:34,026 | 1:33,982 | 02    |
| 03                                                                        | Fernando Alonso  | Aston Martin Aramco-Mercedes | 1:35,116 | 1:34,652 | 1:34,148 | 03    |
| 04                                                                        | Lando Norris     | McLaren-Mercedes             | 1:34,842 | 1:34,460 | 1:34,165 | 04    |
| 05                                                                        | Oscar Piastri    | McLaren-Mercedes             | 1:35,014 | 1:34,659 | 1:34,273 | 05    |
| 06                                                                        | Charles Leclerc  | Ferrari                      | 1:34,797 | 1:34,399 | 1:34,289 | 06    |
| 07                                                                        | Carlos Sainz jr. | Ferrari                      | 1:34,970 | 1:34,970 | 1:34,297 | 07    |
| 08                                                                        | George Russell   | Mercedes                     | 1:35,084 | 1:34,609 | 1:34,433 | 08    |
| 09                                                                        | Nico Hülkenberg  | Haas-Ferrari                 | 1:35,068 | 1:34,667 | 1:34,604 | 09    |
| 10                                                                        | Valtteri Bottas  | Kick Sauber-Ferrari          | 1:35,169 | 1:34,769 | 1:34,665 | 10    |
| 11                                                                        | Lance Stroll     | Aston Martin Aramco-Mercedes | 1:35,334 | 1:34,838 | –        | 11    |
| 12                                                                        | Daniel Ricciardo | RB-Honda RBPT                | 1:35,443 | 1:34,934 | –        | 12    |
| 13                                                                        | Esteban Ocon     | Alpine-Renault               | 1:35,356 | 1:35,223 | –        | 13    |
| 14                                                                        | Alexander Albon  | Williams-Mercedes            | 1:35,384 | 1:35,241 | –        | 14    |
| 15                                                                        | Pierre Gasly     | Alpine-Renault               | 1:35,287 | 1:35,463 | –        | 15    |
| 16                                                                        | Zhou Guanyu      | Kick Sauber-Ferrari          | 1:35,505 | –        | –        | 16    |
| 17                                                                        | Kevin Magnussen  | Haas-Ferrari                 | 1:35,516 | –        | –        | 17    |
| 18                                                                        | Lewis Hamilton   | Mercedes                     | 1:35,573 | –        | –        | 18    |
| 19                                                                        | Yuki Tsunoda     | RB-Honda RBPT                | 1:35,746 | –        | –        | 19    |
| 20                                                                        | Logan Sargeant   | Williams-Mercedes            | 1:36,358 | –        | –        | Box   |
| 107-Prozent-Zeit: 1:41,373 min (bezogen auf Q1-Bestzeit von 1:34,742 min) |                  |                              |          |          |          |       |

Anmerkungen
1. ↑  Sargeant musste aus der Boxengasse starten, da an seinem Wagen unter Parc-fermé-Bedingungen gearbeitet wurde.

### Rennen
| Pos.                                                            | Fahrer           | Konstrukteur                 | Runden | Stopps | Zeit        | Start | Schnellste Runde |
| --------------------------------------------------------------- | ---------------- | ---------------------------- | ------ | ------ | ----------- | ----- | ---------------- |
| 01                                                              | Max Verstappen   | Red Bull Racing-Honda RBPT   | 56     | 2      | 1:40:52,554 | 01    | 1:38,406 (33.)   |
| 02                                                              | Lando Norris     | McLaren-Mercedes             | 56     | 1      | + 13,773    | 04    | 1:38,751 (33.)   |
| 03                                                              | Sergio Pérez     | Red Bull Racing-Honda RBPT   | 56     | 2      | + 19,160    | 02    | 1:39,388 (33.)   |
| 04                                                              | Charles Leclerc  | Ferrari                      | 56     | 1      | + 23,623    | 06    | 1:39,384 (33.)   |
| 05                                                              | Carlos Sainz jr. | Ferrari                      | 56     | 1      | + 33,983    | 07    | 1:39,764 (19.)   |
| 06                                                              | George Russell   | Mercedes                     | 56     | 2      | + 38,724    | 08    | 1:40,112 (39.)   |
| 07                                                              | Fernando Alonso  | Aston Martin Aramco-Mercedes | 56     | 3      | + 43,414    | 03    | 1:37,810 (45.)   |
| 08                                                              | Oscar Piastri    | McLaren-Mercedes             | 56     | 2      | + 56,198    | 05    | 1:39,739 (18.)   |
| 09                                                              | Lewis Hamilton   | Mercedes                     | 56     | 2      | + 57,986    | 18    | 1:40,835 (34.)   |
| 10                                                              | Nico Hülkenberg  | Haas-Ferrari                 | 56     | 2      | + 1:00,476  | 09    | 1:40,815 (32.)   |
| 11                                                              | Esteban Ocon     | Alpine-Renault               | 56     | 2      | + 1:02,812  | 13    | 1:40,937 (33.)   |
| 12                                                              | Alexander Albon  | Williams-Mercedes            | 56     | 2      | + 1:05,506  | 14    | 1:40,790 (34.)   |
| 13                                                              | Pierre Gasly     | Alpine-Renault               | 56     | 3      | + 1:09,223  | 15    | 1:39,198 (40.)   |
| 14                                                              | Zhou Guanyu      | Kick Sauber-Ferrari          | 56     | 3      | + 1:11,689  | 16    | 1:38,633 (42.)   |
| 15                                                              | Lance Stroll     | Aston Martin Aramco-Mercedes | 56     | 4      | + 1:22,786  | 11    | 1:39,444 (37.)   |
| 16                                                              | Kevin Magnussen  | Haas-Ferrari                 | 56     | 2      | + 1:27,533  | 17    | 1:41,077 (45.)   |
| 17                                                              | Logan Sargeant   | Williams-Mercedes            | 56     | 2      | + 1:35,110  | Box   | 1:41,000 (14.)   |
| –                                                               | Daniel Ricciardo | RB-Honda RBPT                | 33     | 1      | DNF         | 12    | 1:40,994 (16.)   |
| –                                                               | Yuki Tsunoda     | RB-Honda RBPT                | 26     | 2      | DNF         | 19    | 1:41,593 (11.)   |
| –                                                               | Valtteri Bottas  | Kick Sauber-Ferrari          | 19     | 1      | DNF         | 10    | 1:41,276 (11.)   |
| Fahrer des Tages: Lando Norris (26,4 % der abgegebenen Stimmen) |                  |                              |        |        |             |       |                  |

Anmerkungen
1. ↑  Magnussen erhielt eine Zehn-Sekunden-Zeitstrafe aufgrund einer Kollision mit Tsunoda. Er rutschte von Platz 15 auf Platz 16.
2. ↑  Sargeant erhielt eine Zehn-Sekunden-Zeitstrafe aufgrund der Überholung von Hülkenberg unter Safety-Car-Bedingungen. An seiner Platzierung änderte sich nichts.

## WM-Stände nach dem Rennen
Die ersten zehn des Rennens bekamen 25, 18, 15, 12, 10, 8, 6, 4, 2 bzw. 1 Punkt(e). Zusätzlich wurde ein Punkt für die schnellste Rennrunde vergeben, wenn der betreffende Fahrer unter den ersten Zehn ins Ziel kam.

### Fahrerwertung
| Pos. | Fahrer           | Konstrukteur                 | Punkte |
| ---- | ---------------- | ---------------------------- | ------ |
| 01   | Max Verstappen   | Red Bull Racing-Honda RBPT   | 110    |
| 02   | Sergio Pérez     | Red Bull Racing-Honda RBPT   | 85     |
| 03   | Charles Leclerc  | Ferrari                      | 76     |
| 04   | Carlos Sainz jr. | Ferrari                      | 69     |
| 05   | Lando Norris     | McLaren-Mercedes             | 58     |
| 06   | Oscar Piastri    | McLaren-Mercedes             | 38     |
| 07   | George Russell   | Mercedes                     | 33     |
| 08   | Fernando Alonso  | Aston Martin Aramco-Mercedes | 31     |
| 09   | Lewis Hamilton   | Mercedes                     | 19     |
| 10   | Lance Stroll     | Aston Martin Aramco-Mercedes | 9      |
| 11   | Yuki Tsunoda     | RB-Honda RBPT                | 7      |

| Pos. | Fahrer           | Konstrukteur        | Punkte |
| ---- | ---------------- | ------------------- | ------ |
| 12   | Oliver Bearman   | Ferrari             | 6      |
| 13   | Nico Hülkenberg  | Haas-Ferrari        | 4      |
| 14   | Kevin Magnussen  | Haas-Ferrari        | 1      |
| 15   | Alexander Albon  | Williams-Mercedes   | 0      |
| 16   | Zhou Guanyu      | Kick Sauber-Ferrari | 0      |
| 17   | Daniel Ricciardo | RB-Honda RBPT       | 0      |
| 18   | Esteban Ocon     | Alpine-Renault      | 0      |
| 19   | Pierre Gasly     | Alpine-Renault      | 0      |
| 20   | Valtteri Bottas  | Kick Sauber-Ferrari | 0      |
| 21   | Logan Sargeant   | Williams-Mercedes   | 0      |

### Konstrukteurswertung
| Pos. | Konstrukteur                 | Punkte |
| ---- | ---------------------------- | ------ |
| 01   | Red Bull Racing-Honda RBPT   | 195    |
| 02   | Ferrari                      | 151    |
| 03   | McLaren-Mercedes             | 96     |
| 04   | Mercedes                     | 52     |
| 05   | Aston Martin Aramco-Mercedes | 40     |

| Pos. | Konstrukteur        | Punkte |
| ---- | ------------------- | ------ |
| 06   | RB-Honda RBPT       | 7      |
| 07   | Haas-Ferrari        | 5      |
| 08   | Williams-Mercedes   | 0      |
| 09   | Kick Sauber-Ferrari | 0      |
| 10   | Alpine-Renault      | 0      |